# Les Cadolles (Talarn)
Les Cadolles és un indret del terme municipal de Talarn, al Pallars Jussà.
Estan situades a l'extrem meridional del terme de Talarn, al sud-est del poble de Puigcercós i de la Casa Alta-riba, a tocar i a la dreta de la Noguera Pallaresa i a llevant de la carretera C-13 i de la via del ferrocarril.